# Гайлігенберг
Гайлігенберг (нім. Heiligenberg) — громада в Німеччині, знаходиться в землі Баден-Вюртемберг. Підпорядковується адміністративному округу Тюбінген. Входить до складу району Бодензе.
Площа — 40,77 км2. Населення становить 3139 ос. (станом на 31 грудня 2020).